# Ips latidens
Ips latidens es una especie de escarabajo del género Ips, tribu Ipini, familia Curculionidae. Fue descrita científicamente por Wood y Bright en 1992.
Se mantiene activa durante los meses de marzo, abril, mayo, junio, julio, agosto, septiembre y octubre.

## Descripción
Mide 3,1 milímetros de longitud.

## Distribución
Se distribuye por Canadá, México y Estados Unidos.